# Полярна акула тихоокеанська
Полярна акула тихоокеанська (Somniosus pacificus) — акула з роду Полярна акула родини Полярні акули.

## Опис
Загальна довжина сягає 7 м вагою до 900 кг. Голова середнього розміру, валькувате тіло. Грудні плавці невеликі без шипів. Зябра невеличкі. Рот великий. Зуби доволі великі у верхній щелепі. Забарвлення коричнювате або чорно-коричневе, на відміну від інших видів свого роду немає плям на тулубі чи плавцях.

## Спосіб життя
Це придонна риба, зустрічається на великих глибинах. Активний хижак, наділений швидкістю. Живиться костистими рибами (тихоокеанським лососем, камбалою, минтаєм тощо), головоногими молюсками, перш за все, велетенськими тихоокеанськими восьминогами, велетенськими кальмарами, також ракоподібними, інколи морськими свинями. Акула хапає здобич, втягуючи до пащі, а потім розрізає зубами.
Це яйцеживородна акула. Самиця народжує до 10 дитинчат 42 см завдовжки. Про терміни вагітності немає відомостей.

## Розповсюдження
Мешкає у північній частині Тихого океану.